# Jelisaweta Iwanowna Justowa
Jelisaweta Iwanowna Justowa (russisch Елизавета Ивановна Юстова; * 13. Apriljul. / 26. April 1900greg. in Tambow; † 27. Februar 1999 ebenda) war eine sowjetisch-russische Architektin, Künstlerin, Hochschullehrerin und Heimatkundlerin.

## Leben
Justowas Vater Iwan Jakowletisch Justow war ein bekannter Arzt. Sie besuchte das Mädchengymnasium mit Abschluss 1920. Sie ging dann nach Petrograd und studierte am Höheren Künstlerisch-Technischen Institut in der Architektur-Fakultät mit Abschluss 1926. Sie beherrschte Englisch, Französisch und Deutsch.
Ab 1929 führte Justowa Projektarbeiten in Leningrad durch. 1934 wurde sie in die Architektenunion der UdSSR aufgenommen. Während des Deutsch-Sowjetischen Kriegs lebte sie im blockierten Leningrad und in Tambow. 1942–1944 arbeitete sie in Projekten zur Tarnung von militärischen Objekten.
Ab 1944 entwickelte Justowa im befreiten Kiew Projekte für den Wiederaufbau zerstörter Siedlungen. Ab 1949 lehrte sie am Institut für Monumentalmalerei und -bildhauerei der Akademie der Architektur der Ukrainischen SSR in Kiew.
Nach der Pensionierung kehrte Justowa 1970 nach Tambow zurück. Sie erforschte die historischen und architektonischen Denkmäler der Stadt und der Oblast Tambow und veröffentlichte eine Reihe von Broschüren über die Städte der Region Tambow. Sie hielt Vorträge über den Schutz der Kulturgüter. 1979 veröffentlichte sie zusammen mit M. M. Maximow das Buch über die Architekturdenkmäler Tambows. Zusammen mit anderen initiierte sie die Restaurierungen der Dreifaltigkeitskathedrale in Morschansk und der Kathedrale zur Ikone der Gottesmutter von Bogoljubowo in Mitschurinsk.

## Ehrungen
- Ehrenzeichen der Sowjetunion (1948)[2]